# Hadrobregmus denticollis
Hadrobregmus denticollis är en skalbaggsart som först beskrevs av Christian Creutzer 1796.  Hadrobregmus denticollis ingår i släktet Hadrobregmus, och familjen trägnagare. Arten har ej påträffats i Sverige.